# DRP Rheinland-Pfalz
Die Deutsche Reichspartei Rheinland-Pfalz (DRP) war der Landesverband der rechtsradikalen Deutschen Reichspartei in Rheinland-Pfalz. Bei der Landtagswahl in Rheinland-Pfalz 1959 erreichte sie 5,1 % und zog mit einem Abgeordneten in den Landtag ein.

## Geschichte
Nach der Gründung der Deutschen Reichspartei 1950 gründete die Bundespartei am 18. März 1950 den Landesverband Rheinland-Pfalz und setzte Leo Ernst aus Trier formell als Landesvorsitzenden ein. Die wenigen Mitglieder rekrutierten sich aus einer „Notgemeinschaft ehemaliger Wehrmachtsangehöriger“. Die Deutsche Reichspartei war in drei Kreisverbänden (Trier, mit Ernst als Kreisvorsitzendem, Koblenz und Ludwigshafen) organisiert, diese – wie auch der ganze Landesverband – bestanden aber eher auf dem Papier. Grund für diese Bedeutungslosigkeit war zum einen, dass Ernst keine charismatische Führungspersönlichkeit war und wenig Aktivitäten entwickelte. Daneben standen mit der Sozialistischen Reichspartei (SRP) und der Deutschen Union/Deutsche Gemeinschaft besser organisierte rechtsextreme Parteien zur Wahl. Dennoch erreichte die DRP bei der Landtagswahl in Rheinland-Pfalz 1951 0,5 % der Stimmen und war damit stärker als der Dachverband der Nationalen Sammlung (unter dieser Liste war die Deutsche Gemeinschaft angetreten), der 0,34 % erzielte.
Mit dem Verbot der Sozialistischen Reichspartei kam es zu einem Zusammenschluss der rechtsradikalen Kräfte. Die Deutsche Gemeinschaft in Rheinland-Pfalz trat 1953 geschlossen der DRP bei. Damit verfügte die DRP über elf funktionierende Kreisverbände. Leo Ernst wurde wegen angeblicher Beitragsrückstände aus der Partei ausgeschlossen und der Landesvorsitzende der Deutschen Gemeinschaft, Otto Hess, wurde zum Landesvorsitzenden der DRP bestimmt. Allerdings sank die Zahl der Kreisverbände auf zehn 1954 und acht im September 1955. Bei der Landtagswahl in Rheinland-Pfalz 1955 trat die DRP nicht mit eigener Liste an, sondern als „Freie Wählergemeinschaft Rheinland-Pfalz“ (FWG). Neben der DRP kandidierten auf der Liste einzelne Mitglieder der Deutschen Partei und der Deutschen Arbeiterpartei (DAP), einer auf Trier beschränkten Splittergruppe. Die FWG erhielt 2,86 % der Stimmen.
Am 30. September 1956 wurde Hans Schikora, ein ehemaliges SRP-Mitglied, Mitglied des Landesverbandes und wurde am 21. Juli 1957 zum stellvertretenden Landesvorsitzenden gewählt. Er erreichte eine Vervielfachung der Mitgliederzahl in kurzer Zeit. Waren es 1956 noch 300 Mitglieder gewesen, so zählte die Partei Anfang 1960 1300 Mitglieder. In 48 von 52 Kreisen bzw. kreisfreien Städten bestanden nun Kreisverbände. Grund für diesen Zuwachs war – neben der Person Schikoras – die Sorge der Winzer, die Einführung der Europäischen Wirtschaftsgemeinschaft würde die Konkurrenz durch besseren und billigeren französischen Wein in existenzbedrohender Weise verschärfen. Die protektionistische Propaganda der DRP verfing bei den Winzern genauso wie das Schüren antifranzösischer Ressentiments mit der Parole „Raus mit allen Besatzern“. Bei der Landtagswahl in Rheinland-Pfalz 1959 erhielt die DRP 87.349 Stimmen und überschritt die 5 %-Hürde. Aufgrund des Wahlrechts zog jedoch nur ein Abgeordneter (Hans Schikora) in den Landtag ein. Dort wurde er von den Abgeordneten der demokratischen Parteien isoliert.
Nachdem es zu antisemitischen Ausschreitungen gekommen war, an denen auch Kölner DRP-Mitglieder teilgenommen hatten, verbot das Mainzer Innenministerium den Landesverband der Deutschen Reichspartei Rheinland-Pfalz am 26. Januar 1960 als „SRP-Nachfolgeorganisation“. Die Führung der Bundespartei machte Schikora für dieses Verbot verantwortlich und setzte ihn als Landesvorsitzenden ab. Trotz des Verbots wurde bereits Anfang 1960 ein neuer Landesverband aufgebaut. Am 13. Februar 1960 fand ein Treffen von 30 Beauftragten der Kreisverbände in Alzey statt. Für den Bundesvorstand teilte Wilhelm Meinberg dem Innenministerium mit, dass fünf Mitglieder des bisherigen Landesvorstandes (die als SRP-belastet galten) aus der Partei ausgeschlossen worden seien. Gleichzeitig informierte er Schikora, dass er durch das Parteiverbot kein Mitglied mehr sei und keine Parteiämter mehr innehabe.
Mai/Juni 1960 gründete sich (trotz bestehenden Parteiverbots) der Landesverband neu und wählte Heinrich Kunstmann zum Landesvorsitzenden. Am 24. November 1960 wurde das Parteiverbot wieder aufgehoben und der Landesverband legalisiert.
1961/62 kam es zu einem heftigen Flügelkampf in der Partei und dem Landesverband. Der national-neutralistische Flügel erreichte auf einer außerordentlichen Landesdelegiertentagung im Oktober 1961 eine Mehrheit und wählte Schikora erneut zum Landesvorsitzenden. Nach seiner Absetzung zwei Monate später verließ er mit 60 Anhängern die DRP. Damit setzte ein Abschwung der Partei ein. 1962 hatte der Landesverband etwa 30 Prozent der Mitglieder verloren. Bei der Landtagswahl in Rheinland-Pfalz 1963 erreichte die Partei 3,2 % und schied aus dem Landtag aus. 1965 löste sich die Partei und damit auch der Landesverband auf. Große Teile der verbliebenen Mitglieder wechselten zur NPD, die bei der Landtagswahl in Rheinland-Pfalz 1967 6,9 % der Stimmen holen sollte.

## Hochburgen der Partei
Sowohl in Bezug auf die Organisation als auch auf die Wählerschaft hatte die DRP ihre Parteihochburgen in den ländlichen Teilen der Westpfalz und Rheinhessens mit höherem protestantischem Bevölkerungsanteil. Diese waren auch Anfang der 1930er Jahre die Hochburgen der NSDAP gewesen.

## Personen

### Parteivorsitzende
- Leo Ernst (1950–1953)
- Otto Hess (1953–1959)
- Hans Schikora (1958–1960, kurzzeitig 1961)
- Heinrich Kunstmann (1960–1961)
- Hans Biegel (1961–1962)
- Fritz May (1962–1965)